# Acacia houstonii
Acacia houstonii é uma espécie de leguminosa do gênero Acacia, pertencente à família Fabaceae.